# دیوان امام
دیوان امام کتابی است به قلم سیدروح‌الله خمینی (۱۳۶۸–۱۲۸۱) که در ۶ فصل (غزلیات، رباعیات، قصاید، مسمط، ترجیع بند و اشعار پراکنده تنظیم شده و اولین بار توسط مؤسسه تنظیم و نشر آثار امام خمینی در ۴۳۸ صفحه انتشاریافته است)
بسیاری از شعرای معاصر همچون حمید سبزواری، جواد محقق، عبدالجبار کاکایی، رحیم زریان، محمدعلی بهمنی، کامران شرفشاهی، سعید بیابانکی، صابر امامی، عباس چشامی و امیر مرزبان، از این دیوان تحلیل و تجلیل کرده‌اند.
اشعار این دیوان که عمدتاً در سبک عراقی سروده شده‌اند، به زبان‌های دیگری نیز ترجمه و انتشار یافته‌اند.

## نشرهای مختلف
دیوان امام در چند قطع مختلف توسط مؤسسه تنظیم و نشر آثار امام خمینی منتشر شده است.

## نمونه‌ای از غزلیّات
| من به خال لبت، ای دوست! گرفتار شدم |  | چشم بیمار تو را دیدم و بیمار شدم   |
| فارغ از خود شدم و کوسِ اناالحق بزدم |  | همچو منصور خریدار سر دار شدم       |
| غم دلدار، فکنده است به جانم شرری   |  | که به جان آمدم و، شهرهٔ بازار شدم   |
| در میخانه گشایید به رویم، شب و روز |  | که من از مسجد و از مدرسه بیزار شدم |
| جامهٔ زهد و ریا کندم و، بر تن کردم  |  | خرقهٔ پیر خراباتی و، هشیار شدم      |
| واعظ شهر، که از پند خود آزارم داد  |  | از دم رِند می‌آلوده، مددکار شدم      |
| بگذارید که از بتکده یادی بکنم      |  | من که با دست بت میکده بیدار شدم    |

بنا بر روایتی، ترجمهٔ انگلیسی این شعر توسط راجر کوپر که در دههٔ ی شصت به اتهام جاسوسی برای انگلستان در زندان اوین زندانی بود، انجام گرفته است.

## نمونه‌ای از رُباعیّات
| جُمهوری اسلامی ما جاوید است      |  | دشمن ز حیات خویشتن نومید است   |
| آن روز که عالم ز ستمگر خالی است |  | ما را و همه ستمکشان را عید است |

## تحلیلی بر اشعار سید روح‌الله خمینی
اشعار روح‌الله خمینی اولین بار ۱۸ روز پس از درگذشت وی در روزنامه کیهان منتشر شد و بلافاصله در رسانه‌های بین‌المللی بازتاب یافت. اولین شعر منتشر شده از وی غزلی چهارده مصرعی بود با مطلع «من به خال لبت ای دوست گرفتار شدم» که احمد خمینی فرزند وی در اختیار روزنامه کیهان قرار داد. و در قالب چند کتاب شعر و عمدتا دیوان امام منتشر شد.
انتشار این اشعار که نشانگر وجه دیگر شخصیّت روح‌الله خمینی و دیدگاه‌های وی و منش عرفانی او بود برای رسانه‌های غربی تازگی داشت.
روزنامه نیویورک تایمز نوشت که این غزل روح‌الله خمینی در آخرین شماره هفته نامه سیاسی هنری نیو ریپابلیک انتشار خواهد یافت. ترجمه غزل توسط ویلیام چیتیک شیعه‌شناس، مترجم و متخصص برجسته متون کلاسیک عرفانی، فلسفی اسلامی برای هفته نامه نیو ریپابلیک انجام داده بود. شائول بخاش به این روزنامه گفت که غزل خمینی بسیار برجسته و قابل توجه است. پاتریک کلاسون شعر را به هفته نامه نیو ریپابلیک ارائه کرده بود. به گفته کلاسون خمینی در ایام جوانی و میانسالی به عرفان جذب گردید اما کسی نمی‌دانست که این علاقه وی ادامه داشته است. شایع بودکه وی بخاطر گرایش به عرفان دردهه ۱۹۶۰ میلادی از سوی برخی مراجع بلندپایه مورد انتقاد قرار گرفته است.

## عدم انتشار اشعار در زمان حیات
به گفته احمد ده‌بزرگی، خمینی به دلایل فقهی و ملاحظاتی که در این زمینه داشت، نمی‌خواست اشعارش در زمان حیاتش پخش شود، به همین دلیل بعد از درگذشتش بسیاری گمان نمی‌کردند این اشعار از او باشد.